# Александър Коев
Александър Коев-Железния е бивш български футболист, офанзивен полузащитник.
Играл е за Шипченски сокол (1927 – 1935) и Владислав (Варна) (1935 – 1940). Шампион и носител на купата на страната през 1932 с Шипченски сокол, вицешампион през 1931 и 1933 с Шипченски сокол и през 1938 и 1939 с Владислав, трети през 1929 с Шипченски сокол и през 1937 г. с Владислав. Има 2 мача за „Б“ националния отбор.